# Seelenwinter
Seelenwinter war eine deutsche Progressive- und Thrash-Metal-Band aus Güstrow, Mecklenburg-Vorpommern, die im Jahr 1987 unter dem Namen Excenter gegründet wurde, sich kurz darauf in Damien Breed umbenannte und danach zum Namen Seelenwinter wechselte, ehe sie sich ca. 1996 auflöste.

## Geschichte
Die Band wurde im Jahr 1987 unter dem Namen Excenter gegründet. Kurz darauf benannte sie sich in Damien Breed um. Nach der Veröffentlichung eines Albums, sowie einer EP benannte sich die Gruppe erneut um, dieses Mal in Seelenwinter. Daraufhin erreichte sie einen Plattenvertrag bei Massacre Records, worüber ein selbstbetiteltes Album im Jahr 1995 erschien, dem sich 1996 If Souls Turn into Flesh anschloss. Ende 1996 ging die Gruppe erstmals auf Tour, an der auch Vicious Rumors teilnahm. Nach wenigen Tagen fuhr ein Autofahrer in den Van der Band. Der Sänger und Gitarrist Olaf Schultz kletterte daraufhin hinter die Leitplanke der Straße. Er bemerkte dabei nicht, dass sie sich auf einer Brücke befanden und stürzte hinunter. Er zog sich dabei mehrere Knochenbrüche zu. Später löste sich die Band auf.

## Stil
Laut Andreas Schöwe vom Metal Hammer spielte die Band in ihrer Anfangszeit noch klassischen Heavy Metal mit Speed-Metal-Einflüssen. Danach habe sie sich verstärkt dem Speed Metal gewidmet, wobei man gelegentlich progressive Thrash-Metal-Passagen einfließen lasse. Das Demo The Fear in the Neck lasse leichte Einflüsse von Motörhead erkennen und klinge zudem sehr wie alte Exciter und Helloween sowie Fates Warning. Die Lieder seien auf Englisch, bis auf das Lied Wölfe, das die Neonazi-Problematik behandle und auf Deutsch sei, um die Texte leichter verständlich zu machen. Schöwe bezeichnete die Musik auf dem Damien-Breed-Album Ave Satani als eine melodische Mischung aus Speed- und Thrash-Metal und nannte als Referenzbands Mercyful Fate, Testament und raue Motörhead. Laut Volker Raabe vom Metal Hammer sei das erste Lied namens 7 Second Anguish auf dem Album Seelenwinter Metal vergleichbar mit Mercyful Fate, ansonsten gebe es eine melodische Mischung aus Thrash- und Doom-Metal mit leichten Progressive-Metal-Einflüssen. Laut Matthias Mineur vom Metal Hammer spielte die Band auf If Soul Turns into Flesh feingestrickten Progressive Metal, in dem man Einflüsse aus Klassik und lateinamerikanischer Musik mitverarbeite, was an Gruppen wie Fates Warning, an Eloy und Anyone’s Daughter erinnere. Durch den Namenswechsel zu Seelenwinter habe die Band laut Holger Stratmann in der Rock Hard Enzyklopädie versucht, sich vom rauen Thrash Metal wegzubewegen. Dieser sei zwar auf dem selbstbetitelten Album zwar noch hörbar, auf If Soul Turns into Flesh sei dieser jedoch dem Progressive Metal gewichen. Laut Martin Popoff in seinem Buch The Collector’s Guide of Heavy Metal Volume 3: The Nineties fing die Band auf dem Album die Stimmung von Bands wie die Scorpions im Jahr 1976 oder auch Lucifer’s Friend ein. Die Musik klinge wie eine Mischung aus Amorphis, Type O Negative und Golden Earring.

## Diskografie
als Damien Breed
- 1990: Fear in the Neck (Demo, Eigenveröffentlichung)
- 1991: The Sign (Demo, Eigenveröffentlichung)
- 1991: Permanent Paralysed (Demo, Eigenveröffentlichung)
- 1993: Ave Satani (Album, Battery Records)
- 1994: Seelenwinter (EP, Tepa Records)

als Seelenwinter
- 1995: Seelenwinter (Album, Massacre Records)
- 1996: If Soul Turns into Flesh (Album, Massacre Records)